# George Edward Schatz
George Edward Schatz (* 5. Mai 1953 in Pittsburgh, Pennsylvania) ist ein US-amerikanischer Botaniker. Er ist emeritierter Kurator am Missouri Botanical Garden. Sein botanisches Autorenkürzel lautet „G.E.Schatz“.

## Leben
Schatz erhielt 1978 nach seinem Grundstudium in Botanik den Bachelor of Science an der Cornell University in Ithaca, New York. 1987 wurde er unter der Leitung von Hugh Iltis mit der Dissertation Systematic and Ecological Studies of Central American Annonaceae zum Ph.D. an der University of Wisconsin–Madison promoviert. Im selben Jahr wurde er Assistenzkurator und im Jahr 2002 Kurator am Missouri Botanical Garden in St. Louis, Missouri.
Schatz ist Lehrbeauftragter an der University of Missouri–St. Louis, wo er sich schwerpunktmäßig mit den Gefäßpflanzen von Madagaskar sowie mit den Annonengewächsen (Annonaceae) befasst. Weitere Forschungsgegenstände sind der Pflanzenschutz, die Bestäubung durch Käfer und die Erstellung geografischer Informationssysteme für botanische Daten.
Schatz unternahm ausgiebige Sammelexkursionen nach Madagaskar, darunter auf die Insel Nosy Mangabe, den Nationalpark Ranomafana, die Halbinsel Masoala, Marojejy, in die Naturreservate Manongorivo und Cap Sainte Marie, Mandraka und zum Berg Bekolosy nördlich von Ambalifary. Weitere Reisen führten ihn nach Mexiko, Belize, Guatemala, Nicaragua, Costa Rica, Brasilien, Panama, Sabah, Hongkong und Brunei.
2001 veröffentlichte Schatz das Buch Generic Tree Flora of Madagascar. 2014 wirkte er an der Red list of the endemic plants of the Caucasus: Armenia, Azerbaijan, Georgia, Iran, Russia, and Turkey des Missouri Botanical Garden mit.

## Dedikationsnamen
Nach Schatz sind mehrere Arten aus verschiedenen Pflanzenfamilien benannt, darunter:
- Aponogeton schatzianus Bogner & H.Bruggen
- Campnosperma schatzii Randrian. & J.S.Mill.
- Dypsis schatzii Beentje
- Secamone schatzii Klack.
- Malleastrum schatzii J.-F.Leroy & Lescot
- Eugenia schatzii J.S.Mill.
- Gaertnera schatzii Malcomber
- Salix schatzii Sagorski
- Stephanodaphne schatzii Z.S.Rogers